# Protracheoniscus cristatus
Protracheoniscus cristatus är en kräftdjursart som beskrevs av Borutzkii 1945. Protracheoniscus cristatus ingår i släktet Protracheoniscus och familjen Trachelipodidae. Utöver nominatformen finns också underarten P. c. saraensis.